# Gunnar Hansen
Gunnar Milton Hansen (4. března 1947 Reykjavík – 7. listopadu 2015 Northeast Harbor) je islandsko-americký herec, jehož proslavila role kanibala Leatherface v hororu Texaský masakr motorovou pilou (1974).
Do Spojených států odešel s rodiči, když mu bylo pět let. Na Texaské univerzitě v Austinu vystudoval angličtinu a skandinávská studia. Krátce po ukončení studií se náhodou dostal k natáčení hororu o vrahovi s motorovou pilou. Po celou dobu měl na plátně masku, takže jeho honorář činil pouhých 800 dolarů. Roku 1976 dostal druhou filmovou nabídku, ale byl podmínkami při natáčení tak znechucen, že se rozhodl s filmováním skončit. Věnoval se pak práci v IT, novinařině a psaní knih. Ale jak se horor z roku 1974 postupem času stával kultovním dílem, byl Hansen více a více oslovován filmaři a pozvolna se tak vrátil k herectví, často v hororech, ale rád bral též role v hororových parodiích. Zlomem se stal rok 1988, kdy získal roli v komedii Hollywood Chainsaw Hookers, čímž nastartoval svou pozdní hereckou kariéru (Mosquito, Murder-Set-Pieces, Brutal Massacre: A Comedy ad.). Všimli si ho i na rodném Islandu, kde kupříkladu dostal hlavní roli v hororové komedii Rejkjavík (2009).